# مطار براقرة
مطار براقرة هو مطار يقع في البرتغال.